# Episodi de Il commissario Manara (seconda stagione)
La seconda ed ultima stagione della serie televisiva Il commissario Manara è stata trasmessa dal 3 marzo al 31 marzo 2011 su Rai 1.
| nº | Titolo                         | Prima TV Italia |
| -- | ------------------------------ | --------------- |
| 1  | Matrimonio con delitto         | 3 marzo 2011    |
| 2  | L'addio di Lara                | 3 marzo 2011    |
| 3  | Delitto tra le lenzuola        | 7 marzo 2011    |
| 4  | Miss Maremma                   | 7 marzo 2011    |
| 5  | Mondo sommerso                 | 10 marzo 2011   |
| 6  | Sotto tiro                     | 10 marzo 2011   |
| 7  | Alta società                   | 17 marzo 2011   |
| 8  | Fuori servizio                 | 17 marzo 2011   |
| 9  | L'amica ritrovata              | 24 marzo 2011   |
| 10 | La verità nascosta             | 24 marzo 2011   |
| 11 | Uno strano incidente di caccia | 31 marzo 2011   |
| 12 | La donna senza volto           | 31 marzo 2011   |

## Matrimonio con delitto
- Diretto da: Luca Ribuoli
- Scritto da: Daniele Falleri, Alberto Simone

### Trama
La scena si apre con il giorno del matrimonio tra il Commissario Manara e l'Ispettore Lara Rubino, ma proprio nel momento in cui i due sposi stanno per pronunciare il “si” entra barcollando in chiesa un motociclista, che ansima a fatica, cade a terra e muore. Il matrimonio salta e mentre Lara è disperata, Luca sembra sollevato di non dover rinunciare alla sua vita da single, e questo metterà in leggera crisi la coppia. Le indagini proseguono e il motociclista viene identificato: era un ragazzo campione di motocross che aveva iniziato a partecipare a delle corse clandestine. Grazie a questa scoperta il commissario Manara decide di infiltrarsi in una di queste gare, riuscendo così a catturare il colpevole, ovvero il figlio dell’allenatore del motociclista. Il movente dell'omicidio (preterintenzionale) era il mancato rispetto da parte della vittima di un patto stretto con il suo assassino, per arrivare secondo e favorire la scommessa che quest'ultimo aveva fatto puntando tutti i propri averi: ma il motociclista aveva vinto la gara, e il figlio del suo allenatore era rimasto senza un soldo, e si era vendicato prendendo a bastonate il motociclista, inducendolo ad andare con la propria moto senza controllo fino alla chiesa dove Luca stava per sposare Lara.

## L'addio di Lara
- Diretto da: Davide Marengo
- Scritto da: Francesco Balletta, Alberto Simone

### Trama
Tommaso Cupidi, proprietario di un vivaio assieme al gemello Attilio, viene trovato morto in una delle serre dell'azienda, nel giorno in cui i due gemelli avrebbero dovuto recarsi al cimitero a commemorare la moglie di Attilio deceduta alcuni mesi prima. I sospetti ricadono dapprima su uno degli operai del vivaio, già arrestato in passato per furto (e non ancora esente da attività illecite, dato che approfittava delle visite ai clienti del vivaio per derubarli), e successivamente sul genero di Attilio (marito della figlia Eliana) nonché amministratore dell'azienda vivaistica, dopo aver verificato che l'operaio del vivaio, mentre stava svaligiando una casa, si era involontariamente creato un alibi di ferro. Nel frattempo, Lara riceve la proposta di frequentare un corso di aggiornamento a Milano. Indecisa se accettare o meno, Lara si prende qualche giorno per riflettere, e in prima battuta rifiuta per amore di Luca, con il quale voleva provare a vedere se una convivenza potesse funzionare in vista delle nuove nozze. Le indagini proseguono e Luca scopre che Attilio Cupidi anni prima aveva importato un'arma da taglio che era stata sdoganata come oggetto di antiquariato. Il commissario si reca a casa Cupidi e scopre che uno dei bastoni di Attilio conteneva al proprio interno una lama lunga, stretta e appuntita, compatibile con la ferita mortale inferta a Tommaso, e con tracce di sangue ancora presenti. Dopo aver fatto l'esame del DNA, Luca e Lara si recano nuovamente da Attilio, il quale, convalescente dopo un attacco di cuore, confessa pentito l'omicidio ai danni del gemello, commesso in un momento di rabbia: infatti Tommaso gli aveva rivelato che quarant'anni prima aveva avuto una relazione con la sua futura moglie e di essere anche il padre naturale di Eliana. Al termine della puntata, Lara, spinta proprio da Luca, decide di accettare l'offerta per il corso di aggiornamento e parte per Milano, mentre il commissario decide di tornare a vivere all'agriturismo di Ada. La puntata si conclude con l'arrivo di una misteriosa donna che scende dal pullman chiedendo a Luca dove si trovi l'agriturismo. Manara la fa montare in sella alla propria moto e la porta a casa: la donna è l'ispettore Marta Rivera.
- Altri interpreti: Elisa Di Eusanio, Arnaldo Ninchi

## Delitto tra le lenzuola
- Diretto da:
- Scritto da:

### Trama
Viene ritrovato il cadavere di una donna nel letto dell'appartamento del Commissario Manara. Si tratta della sua proprietaria di casa. 
Iniziano le indagini grazie all'aiuto della nuova ispettrice Rivera in sostituzione di Lara. L'ispettrice alloggia nell'agriturismo da Ada dove alloggia pure Manara e i due senza sapere di essere colleghi hanno già trascorso una prima notte insieme. Dato l'abbigliamento molto elegante e curato della vittima si pensa che usasse l'appartamento di Manara da lui lasciato vuoto per incontrarsi con un amante del quale iniziano le ricerche. Si scopre essere un barista di un locale del paese, seriamente innamorato della donna. Il barista rivela a Manara che il marito della vittima era a conoscenza della loro relazione. Tutti i sospetti cadono dunque sul marito, che però ha un alibi di ferro, trovandosi il giorno dell'omicidio ad un convegno a Genova. Serve dunque trovare chi abbia commesso il delitto per lui. Alla fine si scopre che l'assassino è un vicino di casa di Manara, al quale il marito della vittima, medico di fama, ha promesso che avrebbe fatto salire al primo posto della classifica per un rene nuovo la moglie, gravemente malata, se avesse commesso l'omicidio. Il medico viene arrestato. Nel corso dell'episodio Toscani, Sardi e anche la zia di Lara chiedono più volte a Manara come stia a proposito di Lara ma lui non ne vuole parlare. Nel frattempo Manara cerca anche di capire il motivo per cui l'ispettrice Rivera sia stata mandata in Maremma.

## Miss Maremma
- Diretto da:
- Scritto da:

### Trama
Al termine di un concorso di bellezza locale della Maremma, un uomo viene trovato morto nella piscina del resort in cui si era tenuto l'evento, con una ferita al petto da arma contundente. La vittima era un noto fotografo nonché membro della giuria del concorso, assieme al direttore del quotidiano locale "La voce della Maremma", al caporedattore del medesimo quotidiano e ad Annarita, la moglie del questore Casadio. Il concorso era terminato in polemica per l'assegnazione della vittoria a una ragazza differente dalla vincitrice designata, soprattutto a seguito del ripensamento di tre membri della giuria su quattro, proprio nel momento in cui il fotografo aveva cambiato il proprio parere. Si scopre che vi era una catena di ricatti e che la vincitrice del concorso era già a conoscenza del fatto che avrebbe vinto. Nonostante più di un sospettato avesse un buon movente per uccidere il fotografo, l'intuizione di Manara porta a individuare il vero colpevole, fino a quel momento al di sopra di ogni sospetto.
- Altri interpreti: Nadir Caselli (Giulia Parri), Orsetta De Rossi, Guido Marini.

## Mondo sommerso
- Diretto da:
- Scritto da:

### Trama
Ancora non si riescono a ottenere informazioni sul trasferimento dell'ispettore Rivera. Intanto nella piccola cittadina avviene un'esplosione presso la scuola di sub. C'è un morto: Walter Mineo, istruttore di sub e fondatore della scuola. La dinamica dell'incidente fa sospettare che si tratti di omicidio, perciò vengono avviate le indagini. Sul luogo del delitto ci sono Giusy Vasto (Lodovica Mairè Rogati), socia del defunto, Bruno Tellini, amico d'infanzia e due novelli sub che frequentano la scuola: uno ha un alibi, l'altro è Guglielmo Grillo che frequenta il corso da poco. Sia la Vasto sia Tellini potrebbero avere un movente per uccidere l'uomo: la prima per essere stata lasciata, il secondo per essere stato preso in giro, rimettendoci dei soldi. Walter inoltre era molto indebitato con Basilio Leone, venditore di attrezzature, e aveva recentemente acquistato delle attrezzature molto specifiche e costose, per individuare antiche e preziose anfore sul fondale marino. Si scopre anche che Walter aveva un complice in questo intento: Leone, che gli prestava l'attrezzatura in cambio di una percentuale sul ricavo delle anfore. Tuttavia non è un movente valido perché Leone avrebbe potuto guadagnare di più se Walter fosse vissuto e si fosse trasferito a Bali per raggiungere la sua donna, lasciandogli i locali della scuola. Giusy giura di non sapere nulla delle anfore, ma è l'unica intestataria di un'assicurazione sulla vita di Walter e quindi il movente si rafforza. Intanto Ada trova una lettera d'amore nella spazzatura dell'ispettore Rivera. Le indagini sembrano essere a un punto morto, quando vengono trovati gli atti di un processo contro Walter Mineo avvenuto in Egitto molti anni prima. L'istruttore era stato accusato per la morte di una ragazza, avvenuta durante un'immersione. Una giovane Giusy (all'epoca amante di Walter) aveva testimoniato al processo e Walter era stato dichiarato non colpevole. Da un particolare di una foto della donna, Manara capisce che Guglielmo Grillo è il figlio orfano della donna. Viene emesso un mandato di cattura nei suoi confronti e viene colto in flagrante poco prima che uccida anche la Vasto. Grillo, durante l'interrogatorio contestuale al proprio arresto, si sfoga raccontando che il processo a carico di Mineo non era stato equo (dato che era stato giudicato troppo piccolo per essere considerato testimone attendibile) e che voleva giustizia per la madre, che non era stata soccorsa in modo adeguato da Walter e Giusy. A seguito dell'assoluzione di Walter, un rancoroso Guglielmo aveva deciso di aspettare il momento opportuno per farsi giustizia da sé. Guglielmo viene quindi condotto in carcere, ma Manara rimprovera severamente la Vasto, che, oltre a non aver mostrato alcun rimorso per la morte della donna e ad avere come unica preoccupazione la possibile riapertura del processo, aveva provato a giustificarsi per l'accaduto dicendo semplicemente che era innamorata di Walter. Intanto Sardi entra in travaglio e la Rivera la porta in ospedale. Toscani spiega a Manara che la Rivera lavorava a Napoli nell'antimafia. Purtroppo la Rivera scopre delle indagini sul proprio conto e si arrabbia molto con Manara.
- Altri interpreti: Lodovica Mairè Rogati (Giusy Vasto)

## Sotto tiro
- Diretto da:
- Scritto da:

### Trama
In una notte piovosa, un uomo incappucciato spara a una donna fuori dall'agriturismo di Ada. Intanto Sardi e Toscani continuano a litigare per motivi futili. La donna, appena arrivata all'agriturismo per incontrare Silvio Soleri, è stata ferita solo di striscio; tuttavia ha sbattuto la testa e questo la costringerà in ospedale in coma farmacologico a lungo. Si tratta della signorina Martini, che insieme alla sorella gestisce un'azienda familiare che produce latte. La sorella della vittima dichiara che si trovava lì per incontrare il direttore del caseificio Soleri, che ha infranto i patti smettendo di comprare il latte biologico di loro produzione e generando così una notevole perdita economica nel bilancio dell'azienda familiare.
Mentre Manara interroga Soleri, la Rivera si reca dal questore Casadio per motivi personali. Una dipendente del caseificio rivela che Soleri usa latte avariato fornito dalla latteria Biancolatte per produrre il formaggio e che è un uomo pericoloso. Dato che la signora non ha voluto firmare la deposizione, Casadio non concede un mandato per indagare più a fondo, perciò Manara fa analizzare di nascosto i formaggi Soleri acquistati al supermercato. Quando la signorina Martini si riprende, Manara la interroga e ottiene la conferma che i prodotti di Soleri sono scadenti. La donna aveva intenzione di denunciarlo per questo, ma non ricorda null'altro. Toscani scopre un'anomalia relativa all'azienda Biancolatte, così Manara si intrufola nell'azienda di notte per scoprire qualcosa di più. All'improvviso alla signorina Martini torna la memoria e descrive la corporatura dell'uomo che le ha sparato, dicendo che si è poi avviato verso il b&b di Ada. A questo punto l'unica persona che aveva un movente per uccidere la Martini ha un alibi; mentre è possibile che l'uomo incappucciato abbia scambiato la Martina per la Rivera, dato che avevano lo stesso ombrello. L'ispettore dunque racconta a Manara come mai è stata trasferita da Napoli: è stata minacciata da un camorrista. Il colpo era destinato a lei e quindi è in pericolo. Con un inganno viene arrestato un ospite del B&B, che stava per uccidere la Rivera nella sua stanza di albergo. L'uomo era stato minacciato e aveva accettato di fare da sicario per proteggere i propri figli. Manara e la Rivera che si baciano e poi Manara accompagna la signora Caterina alla corriera che la porterà verso la crociera che ha deciso di fare.

## Alta società
- Diretto da:
- Scritto da:

### Trama
Al commissariato arriva un uomo ferito, che muore poco dopo davanti alla guardiola. Era Davide Ponti, un giovane "vedovo d'oro" che aveva sposato una ricca imprenditrice, morta pochi mesi prima: la signora Biazzi, deceduta in un incidente d'auto, slittando su una chiazza d'olio. Le indagini sono complesse e Fabrizio Raimondi, mandato per indagare sulla regolarità delle procedure condotte da Manara, rende le cose più difficili. Interrogando la servitù del signor Ponti, si scopre che durante la notte c'è stato un furto nella villa; non è stato rubato nulla, ma c'è un grande subbuglio e il computer è stato formattato. Ponti era molto dispiaciuto per la morte della moglie: l'amava molto, al punto da aver lasciato la scuola di golf in cui insegnava. Intanto Sardi e Toscani stanno organizzando il battesimo della bambina e continuano a discutere per ogni futilità. Ada invece si impegna nello studio della grafologia, nel tentativo di scoprire chi è il misterioso ammiratore che le ha mandato dei fiori. In assenza della signora Caterina, Manara la spedisce in paese per raccogliere informazioni e pettegolezzi sulla coppia defunta. Manara parla con Alessio Pietralonga del golf club: Biazzi e Ponti si erano conosciuti al golf club. Inoltre, De Lolli Ferro, l'ex della donna aveva litigato pesantemente, arrivando alle mani, con Ponti. Questo lo rende un potenziale sospettato; tuttavia Manara lo rilascia e procede a una verifica illegale e scopre che la macchia d'olio era stata appositamente messa per provocare l'incidente. Manara è convinto che i due omicidi siano collegati, perciò indaga ulteriormente. Il marito non può essere un sospettato per la morte della moglie, in quanto non aveva diretto accesso ai suoi conti. Ada racconta a Luca che Ponti aveva una relazione con la domestica, ma lei spiega che era solo disperato per la perdita recente della moglie e voleva qualcuno che gli stesse vicino. Marta Rivera viene mandata in incognito al golf club e viene a sapere che Pietralonga ha perso molti clienti da quando Ponti aveva lasciato il club. Intanto viene emesso un mandato di perquisizione nella casa dell'ex, dove per caso si ritrova l'arma del delitto: un coltello da cucina. È anche il giorno del battesimo di Alice, la figlia di Sardi e Toscani, che hanno chiesto a Luca e Marta di essere il padrino e la madrina. Parlando delle bomboniere, Luca ha un'intuizione improvvisa e in commissariato trova l'oggetto che il ladro cercava nella casa di Ponti: un registratore che incastra Pietralonga. I due avevano un patto: Ponti avrebbe sposato la Biazzi, Pietralonga l'avrebbe uccisa e si sarebbero spartiti l'eredità. Purtroppo il piano non era stato rispettato, perché Ponti si era sinceramente innamorato della donna. Quando aveva minacciato di denunciarlo, Pietralonga non aveva avuto altra scelta che uccidere l'amico di vecchia data. Dopo l'ennesima infrazione della procedura regolare, Manara viene ripreso da Raimondi e sospeso dall'incarico.

## Fuori servizio
- Diretto da:
- Scritto da:

### Trama
Un cadavere viene rinvenuto in una vasca per la preparazione del vino alla cantina Ansaldi. Si tratta di Sandro Stefani, addetto alla fermentazione del vino: è stato ucciso con un colpo alla testa, inferto con uno strumento del mestiere. Si tratta dunque di un omicidio e, in assenza di Manara, le indagini vengono affidate all'ispettore Rivera (dopo che Toscani aveva declinato l'incarico). La figlia del titolare informa la polizia che l'azienda è dotata di telecamere. Purtroppo però la registrazione relativa all'ora del delitto è mancante. Intanto Manara, sospeso dall'incarico, si dedica ad aiutare Ada e Sardi nelle commissioni quotidiane, indagando di nascosto sul caso e scoprendo che la famiglia di Stefani è in una condizione economica che costringe le due donne a fare dei lavoretti per arrivare a fine mese. Le due donne tuttavia si trovavano lontano al momento dell'omicidio, a casa della nonna. Quello che non torna è che il morto e l'amico di famiglia e cuoco Roberto Binacci avevano comprato una barca in società. Fabrizio comunica a Marta la decisione di lasciare la moglie per stare con lei. Tuttavia Marta non cede: è stanca di bugie e attese infinite. Durante le sue indagini segrete, Manara scopre che la figlia di Ansaldi e un ragazzo sono in possesso della registrazione mancante e che vogliono liberarsene. Questo li rende dei possibili sospettati. I due hanno una relazione clandestina: lei dovrebbe sposare un altro uomo entro pochi mesi. Lara passa a trovare la bambina di Sardi e Toscani, che alla fine è stata chiamata Alice, e, grazie a un piano dei due, incontra Luca, col quale esce a pranzo, in un clima tra l'imbarazzo e l'indifferenza. Il pranzo viene consumato nel ristorante di Roberto Binacci, dove Manara ha l'occasione di conquistare la fiducia della figlia di Stefani e la convince a farsi presentare la madre, che ha dei segni di violenze domestiche sul corpo. Intanto in commissariato viene interrogato Binacci, che confessa di aver incontrato Stefani nella cantina la notte dell'omicidio e di averci litigato per i debiti sulla barca, ormai ipotecata. A questo punto, con Roberto e la vedova Stefani entrambi con un movente, diventa necessario ritrovare il DVD della registrazione, che però non mostra il volto dell'assassino. Manara va a trovare anche la nonna da cui stava la famiglia di Stefani la notte dell'omicidio e comincia a sospettare della figlia, che in effetti ha sedato la madre e la nonna e si è recata alla cantina con un furgone per uccidere il padre, vendicandosi delle violenze che l'uomo perpetrava nei confronti della moglie. Convinto di avere risolto il caso, Manara informa la Rivera di arrestare la ragazza e lui stesso va a casa sua per farla confessare. Quando arriva la polizia, Marta decide di non ammanettare la ragazza, che però si ribella e afferra la sua pistola, puntandola contro di lei e poi verso se stessa. Luca si mette in mezzo e cerca di convincerla a non compiere un gesto estremo. Nel tentativo di disarmarla, parte un colpo e Luca resta ferito. L'episodio si conclude con Luca che perde i sensi dopo aver detto "ti amo" a Marta.

## L'amica ritrovata
- Diretto da:
- Scritto da:

### Trama
Tiziana, la sorella del commissario, arriva con la corriera e trova una donna morta su uno dei sedili. La donna, Gemma Pirsio, era una signora cinquantenne, missionaria, che aveva vissuto per molti anni in Tanzania e aveva telefonato a due amiche per avvertirle del proprio ritorno, dopo anni senza alcun contatto né con loro né con la propria famiglia. L'arma del delitto, un coltello, viene ritrovata nella borsa di Tiziana, che viene arrestata in quanto sono presenti molti indizi contro di lei. Manara chiede al questore di occuparsi del caso e Raimondi ritiene che sia una buona idea, così lo reintegra nel servizio attivo e annuncia la sua imminente partenza, dicendo che tornerà a prendersi Marta. Quattroni ricorda bene Gemma da ragazza e dice al commissario che la donna non era tornata nemmeno per i funerali della madre: era fuggita dal paese dopo aver trovato, insieme ad altre due amiche, il corpo di Silvana Monticiani, che si era impiccata. Il quartetto composto da Arianna, Lia, Gemma e Silvana era molto unito e venivano chiamate "Le Inseparabili". L'autista del pullman viene interrogato, con tutti i passeggeri. Tutti sostengono che durante la sosta in autogrill, Tiziana sia salita sul pullman e poi sia scesa nuovamente. La signora Pirsio sembrava addormentata o, forse, era già morta. Dopo aver ispezionato tutti i bagagli, la polizia trova uno zaino misterioso, che nessuno ha reclamato e che plausibilmente potrebbe essere stato della vittima: contiene cocaina. Tuttavia Tiziana giura che la signora aveva una sola valigia. Manara ha detto ti amo a Marta alla fine della puntata precedente, ma poi si è comportato come se nulla fosse; Marta allora decide di chiedergli spiegazioni, ma Luca nega. L'autopsia rivela che Gemma era malata terminale di cancro e che il sonno era dovuto alla forte dose di antidolorifici. Intanto gli indizi contro Tiziana aumentano, tra cui un arresto per possesso di sostanze. In zona c'è solo un locale implicato nel traffico di droga e Marta vi si infiltra nelle vesti di una ballerina di lap dance. Dopo la chiusura del locale, il proprietario fa uscire tutti tranne Marta e le presenta un uomo: l'autista del pullman. Lo zaino pieno di cocaina era suo, ma l'uomo non sembra implicato nell'omicidio. Intanto Tiziana è scomparsa dagli arresti domiciliari che le sono stati concessi. Grazie alla telecamera di un passeggero, viene identificato un uomo che è sceso dal pullman all'autogrill, senza risalirci: è Vanni Baldassarre, un pregiudicato, camionista della zona, che era stato difeso in un processo proprio dall'avvocato Arianna Bolli, una delle Inseparabili. Baldassarre si dichiara innocente ed estraneo ai fatti, ma Manara lo trattiene in stato di fermo e chiede a Barbagallo e Buttafuoco di pedinare Arianna e Lia, che vengono infatti fermate mentre erano in procinto di scappare. Dalla verifica sugli estratti conto delle due signore, si evince che le due hanno prelevato diciottomila euro a testa per versarli sul libretto di risparmio di Baldassarre: questa è la prova che Arianna e Lia sono le mandanti dell'omicidio e Baldassarre era il loro sicario. Lia allora decide di confessare tutta la storia, di fronte a una riluttante Arianna, che tuttavia poco a poco cede: le tre amiche (Arianna, Lia e Gemma) erano gelose di Silvana per la sua bellezza e sfruttavano il suo desiderio di far parte del gruppo per bullizzarla. Una delle prove che l'avevano costretta a superare (ossia farsi legare con la corda a un albero) l'aveva condotta alla morte per ibernazione e soffocamento, e le amiche avevano inscenato il suo suicidio per non assumersi la colpa dell'accaduto. Gemma tuttavia, presa dal rimorso, aveva deciso di partire, tornando per dire la verità prima di morire di cancro. Arianna allora ha assoldato Baldassarre per ucciderla all'autogrill e l'uomo ha poi fatto ricadere la colpa su Tiziana.
Il caso è risolto, Tiziana è libera e Luca ricorda la sera della sparatoria e ricorda di aver detto "ti amo" mentre aveva una visione di Lara, ma non lo dice a Marta. In ogni caso, il commissario e l'ispettore Rivera decidono che quello che ha detto Luca non è importante e si baciano appassionatamente. Nel mentre, Manara ha visto alla televisione un'importante notizia riguardante il rapimento in Sardegna di Clarissa De Carolis - figlia di un imprenditore vedovo del settore ottico - e capisce che Raimondi sta lavorando proprio per questo caso e che era questo il motivo della sua improvvisa ripartenza per Roma.

## La verità nascosta
- Diretto da:
- Scritto da:

### Trama
Mentre due ragazzi si scambiano effusioni intime ai piedi di un edificio caratteristico, il Belvedere dei tigli, il corpo di un uomo cade dall'alto dietro di loro e di sfracella al suolo, senza vita. Si tratta di Giacomo Fello, i suoi abiti sono sporchi di vernice. Sul parapetto da cui è plausibilmente caduto, viene rinvenuto un libro con un segnalibro tra le pagine. Sulla scena c'è Alfonso Di Maggio, un uomo in sedia a rotelle che doveva incontrare Fello, che lavorava alla ristrutturazione della sua casa allo scopo di venderla e ricavarne i soldi per delle cure mediche. La moglie della vittima dice che Giacomo Fello soffriva di cuore e che per arrotondare va a dormire da una signora anziana, Adele, perché non resti sola la notte. Questo è anche il suo alibi per la sera dell'omicidio. Intanto in una casa c'è una fuga di gas che provoca lo svenimento di una giovane insegnante d'arte amante di Fello, che lui aveva lasciato il giorno della sua morte. Dall'autopsia risulta che l'uomo è stato ucciso con una dose letale di un farmaco per il cuore, il Carditon, che era a disposizione della moglie, di un amico corniciaio un po' arrogante e dell'amante. L'amante è l'unica ad avere un movente ma non un alibi, ma Marta non è convinta, perché la donna sembra sinceramente innamorata. Quasi per caso, Manara scopre che il corniciaio aveva un movente: vendeva i dipinti di Fello spacciandoli per originali, a prezzi elevati, ma a lui li pagava molto poco. Forse Fello, scoperta la truffa, aveva litigato con lui ed era stato ucciso per questo. In più Fello aveva scoperto un affresco originale nella casa che stava ristrutturando e lo aveva detto all'amico corniciaio, ma non voleva imbrogliare Di Maggio. Manara va a interrogare la signora Adele, che afferma con certezza che il giorno dell'omicidio Giacomo era andato in quella casa per parlare con la moglie. I due hanno discusso, perché la moglie voleva che trafugasse l'affresco e lo vendesse, mentre l'uomo voleva essere onesto con Di Maggio. Così, gli ha versato il Carditon nel caffè e lo ha avvelenato.

## Uno strano incidente di caccia
- Diretto da:
- Scritto da:

### Trama
Nel bosco, una cercatrice di funghi ritrova il cadavere di un cacciatore. Quello che sembra un incidente di caccia si rivela ben presto un delitto premeditato che ha come scenario il mondo dei bracconieri, dei guardiacaccia, delle cacce al cinghiale organizzate dall'antica nobiltà del posto. L'indagine di Luca è contraddistinta da arrivi e partenze. Luca sa che Marta è stata chiamata per testimoniare a un processo importante, ma con sorpresa apprende che il sostituto temporaneo sarà proprio Lara Rubino. La vicinanza tra i due ex è carica di luci e ombre. Luca non è insensibile al fascino della ragazza e la cosa sembra essere reciproca. Mentre si indaga sul giallo del cacciatore, Luca scopre qualcosa di molto importante per Raimondi: il peschereccio su cui probabilmente è stata trasferita la bimba rapita è stato volutamente affondato non lontano dalle coste del paese. Raimondi accoglie il favore con freddezza e anzi ne approfitta per dichiarare a Luca che non intende perdere Marta ed è disposto a lottare per riaverla. Dopo aver trovato il vero colpevole della morte del cacciatore, Luca decide di dedicarsi al giallo della bambina. Senza dire nulla a nessuno, prende un gommone e l'attrezzatura da sub e si immerge nell'area in cui sa che si è inabissato il peschereccio. Con sua grande sorpresa sott'acqua è già presente un sub, uno sconosciuto che fa di tutto per seminare Luca. Manara però è più veloce e, seppur con qualche difficoltà, riesce a bloccare il sommozzatore misterioso, strappandogli il respiratore. Una nuova sorpresa lo attende. Il sub così sfuggente e pericoloso è qualcuno che Manara conosce bene: la sua collega Marta Rivera!

## La donna senza volto
- Diretto da:
- Scritto da:

### Trama
Il ritrovamento ai bordi della statale di un corpo di donna dal viso sfigurato, coinvolge Luca in un'indagine che interseca molto da vicino il caso del rapimento della bambina. La donna infatti si chiamava Tatiana Natali, detta Titti, ed era l'amministratrice della società di Umberto De Carolis, il padre della bambina rapita, nonché compagna dell’uomo: Luca aveva scoperto il collegamento fra i due tramite un bracciale ritrovato sul corpo della donna, realizzato da un artigiano sardo che dichiara di averlo venduto proprio a De Carolis. Inoltre, si scopre che la bambina era stata portata in Toscana dalla Sardegna a bordo di un peschereccio affondato intestato a un certo Tonino Natali, fratello della donna uccisa e implicato nel rapimento. Le strade di Manara e Raimondi si incrociano di nuovo - in quanto Raimondi vuole sollevare la squadra di Manara anche dall'indagine sulla donna uccisa - e l'incontro promette scintille. Lara intanto prepara il suo matrimonio con il nuovo fidanzato milanese Guglielmo tra le perplessità di tutti, inclusi il parroco del paese, Don Franco, e zia Caterina. E chiede proprio a Luca di farle da testimone. Marta invece ha le idee più chiare e ha deciso di dare una nuova possibilità a Raimondi. Tra lei e Luca ora c'è solo una solida amicizia. Le indagini proseguono e svelano retroscena nascosti attorno al rapimento della piccola Clarissa, ossia che Titti aveva nascosto in un convento la bambina e si era fatta uccidere per non dire ai rapitori dove fosse. E quando Luca e Lara riescono sia a trovare Clarissa che ad arrestare gli assassini di Titti, bruciando sul tempo la squadra di Raimondi, vi è un grande sollievo da parte del padre della bambina e del nonno Altero Corda. Emerge tuttavia che alcuni giorni prima, De Carolis aveva telefonato da una cabina telefonica proprio a Tonino Natali, e si scopre che era stato proprio De Carolis con la complicità di una riluttante Titti ad architettare il rapimento della propria figlia, come unico modo per pagare i debiti dell'azienda che stava rischiando il fallimento, facendo leva sia sull'amore che il ricco suocero - fondatore ed ex proprietario dell’azienda stessa - provava per la bambina (in quanto era l'unica cosa che le ricordava la defunta figlia) che sull’ipotesi, rivelatasi infondata, che Corda avrebbe pagato il riscatto senza avvisare la polizia. Risolto definitivamente il caso, Raimondi saluta Manara e si porta via Marta, con cui si è definitivamente riconciliato. Tutti gli altri si recano in municipio per festeggiare il tanto atteso matrimonio di Lara, ma Luca ritarda. Lara chiede quindi a Sardi di sostituire il commissario come testimone di nozze. Ma anche stavolta al momento del fatidico sì, ci sarà un intoppo sorprendente: Luca, convintosi dei propri sentimenti per Lara, irrompe alla cerimonia e si dichiara all'ispettore guadagnandosi un grande applauso di tutti gli invitati. Lara, dal canto suo capisce di amare ancora Luca e così, nel sollievo generale, i due si baciano, prima di salutare tutti e partire in sella all'eterna moto del commissario.
- Altri interpreti: Paolo Romano